# Майкл Вінкотт
Майкл Ентоні Клаудіо Вінкотт (англ. Michael Anthony Claudio Wincott; 21 січня 1958, Торонто, провінція Онтаріо, Канада) — американський і канадський актор.
Акторську кар'єру почав, дебютувавши в 1979 році в стрічці «Постріл на звання чемпіона». З кінця 1980-х років неодноразово знімався у фільмах Олівера Стоуна. Найбільш відомий своєю роллю у фільмі Алекса Пройаса «Ворон» (1994), у якому зіграв головного лиходія, ватажка чорних ріелторів на прізвисько Топ Долар.

## Фільмографія

### Фільми
- 1979 — Сім'янин / The Family Man
- 1980 — Коло двох / Circle of Two
- 1983 — Штори / Curtains
- 1987 — Сицилієць / The Sicilian
- 1988 — Радіорозмови / Talk Radio
- 1989 — Народжений четвертого липня / Born on the Fourth of July
- 1991 — Doors / The Doors
- 1991 — Робін Гуд: Принц злодіїв / Robin Hood: Prince of Thieves
- 1992 — 1492: Завоювання раю / 1492: Conquest of Paradise
- 1993 — Три мушкетери / The Three Musketeers
- 1994 — Ворон / The Crow
- 1995 — Мрець / Dead Man
- 1995 — Дивні дні / Strange Days
- 1995 — Пантера / Panther
- 1996 — Баскія / Basquiat
- 1997 — Чужий: Воскресіння / Alien: Resurrection
- 1998 — Вогнепальний / Gunshy
- 2000 — Поки не настане ніч / Before Night Falls
- 2001 — І прийшов павук / Along Came a Spider
- 2002 — Граф Монте-Крісто / The Count of Monte Cristo
- 2002 — Планета скарбів / Treasure Planet
- 2004 — Замах на Річарда Ніксона / The Assassination of Richard Nixon
- 2006 — Водоспад Серафима / Seraphim Falls
- 2007 — Скафандр і метелик / Le scaphandre et le papillon
- 2008 — Що тут сталося / What Just Happened
- 2012 — Гічкок / Hitchcock
- 2015 — Лицар кубків / Knight of Cups
- 2015 — Покинутий / Forsaken
- 2017 — Привид у броні / Ghost in the Shell
- 2022 — Ноу / Nope

### Відеоігри
| Рік  | Назва           | Роль             |
| ---- | --------------- | ---------------- |
| 2002 | Treasure Planet | Скруп            |
| 2004 | Halo 2          | Пророк істини    |
| 2005 | Narc            | Містер Здоровань |
| 2012 | Infex           | Ґріффін          |
| 2012 | Syndicate       | Джулс Меріт      |
| 2012 | Darksiders II   | Смерть           |